# Дорошенко Юрій Володимирович
Юрій Володимирович Дорошенко (нар. 30 серпня 1980) — український та російський футболіст, нападник.

## Життєпис

### У структурі «Динамо»
Вихованець київського «Динамо». Через величезну конкуренцію в першій «динамівській» команді шансу проявити себе так і не отримав. У дорослому футболі дебютував у футболці «Динамо-2» 15 жовтня 1997 року в програному (0:1) виїзному поєдинку 1/32 фіналу кубку України проти чернігівської «Десни». Юрій вийшов на поле в стартовому складі, а на 71-й хвилині його замінив Володимир Петровський. У чемпіонаті України дебютував 1 квітня 1998 року в нічийному (0:0) поєдинку 18-о туру групи А Другої ліги «Динамо-3» (Київ) - «Верес» (Рівне). Дорошенко вийшов на поле на 82-й хвилині, замінивши Богдана Єсипа. У клубній структурі «Динамо» перебував два сезони, за цей час у «Динамо-2» зіграв 3 матчі в Першій лізі та 5 поєдинків (2 голи) у кубку України, а в складі «Динамо-3» — 25 матчів (4 голи) в Другій лізі.

### «Явір» та «Оболонь-ППО»
Напередодні старту сезону 1999/00 приєднався до «Явора». Дебютував за краснопільський клуб 31 липня 1999 року в програному (0:1) домашньому поєдинку 2-о туру Першої ліги проти ФК «Львів». Дорошенко вийшов на поле на 64-й хвилині, замінивши Раїса Тєркулова, а на 77-й хвилині вже Юрія замінив Микола Мащенко. Той матч виявився єдиним для нападника в складі «Явора». Під час зимової перерв сезону 1999/00 років перейшов в «Оболонь-ППО». Дебютував у футболці «пивоварів» 11 березня 2000 року в програному (0:1) домашньому поєдинку 1/16 фіналу кубку України проти тернопільської «Ниви». Юрій вийшов на поле в стартовому складі, а на 59-й хвилині його замінив Сергій Петриченко. У Першій лізі чемпіонату України дебютував за столичну команду 15 березня 2000 року в нічийному (1:1) домашньому поєдинку 18-о туру проти алчевської «Сталі». Дорошенко вийшов на поле в стартовому складі, проте вже на 23-й хвилині його замінив Федір Прохоров. У складі першої команди «Оболоні» в Першій лізі зіграв 6 матчів, ще 1 поєдинок провів у кубку України. Також виступав за другу команду «пивоварів» у Другій лізі (3 матчі).

### «Арсенал», «Металург» та «Дон»
У 2001 році виїхав до Росії, де підписав контракт з «Арсеналом». Дебютував у футболці тульського клубу 1 квітня того ж року в переможному (1:0) домашньому поєдинку 1-о туру Першого дивізіону проти томської «Томі». Юрій вийшов на поле на 46-й хвилині, замінивши Романа Вінтова, а на 55-й хвилині відзначився голом. З квітня по липень 2001 року зіграв 14 матчів (1 гол) у Першому дивізіоні. У середині липня 2001 року приєднався до «Металурга». у футболці липецького клубу дебютував 20 липня в переможному (4:1) домашньому поєдинку 19-о туру зони «Центр» Другого дивізіону проти брянського «Динамо». Дорошенко вийшов на поле на 55-й хвилині, замінивши Сергія Хрипункова. Єдиним голом у футболці «металургів» відзначився 3 вересня на 67-й хвилині переможного (3:0) домашнього поєдинку зони «Центр» Другого дивізіону проти «Космосу» (Електросталь). Дорошенко вийшов на поле на 65-й хвилині, замінивши Василя Кушніра. у складі липецького клубу зіграв 9 матчів (1 гол) у Другому дивізіоні. Також відзначися 2-а голами за «Металург-2» в аматорському чемпіонаті Росії. Наступного року перейшов у «Дон». За нову команду дебютував 18 квітня в програному (0:2) домашньому поєдинку 1/256 фіналу кубку Росії проти «Рязані-Агрокомплекту». Юрій вийшов на поле в стартовому складі та відіграв увесь матч. У Другому дивізіоні дебютував за «Дон» 23 квітня 2002 року в програному (0:4) виїзному поєдинку 1-о туру зони «Центр» проти подольського «Витязя». Дорошенко вийшов на поле в стартовому складі, а на 67-й хвилині його замінив Владислав Рибін. Дебютними голами за новомосковський клуб відзначився 23 травня 2002 року на 12-й та 65-й хвилинах переможного (2:0) виїзного поєдинку 7-о туру зони «Центр» Другого дивізіону проти «Спартака-Орєхово». Юрій вийшов на поле в стартовому складі та відіграв увесь матч. У складі «Дону» в Другому дивізіоні зіграв 32 матчі та відзначився 17-а голами, ще 1 матч провів у кубку Росії. Сезон 2003 року розпочав в складі тульського «Арсеналу», в складі якого в Другому дивізіоні зіграв 14 матчів (1 гол) та 2 поєдинки в кубку Росії. Також виступав за «Арсенал-2» в аматорському чемпіонаті Росії (5 матчів, 1 гол). Літньо-осінню частину відіграв у новомосковському «Доні», у складі якого в Другому дивізіоні провів 17 поєдинків (3 голи).

### КАМАЗ та «Орел»
У 2004 році підсилив КАМАЗ. У новій команді дебютував 16 квітня 2004 року в переможному (2:0) виїзному поєдинку 5-о туру Першого дивізіону проти брянського «Динамо». Дорошенко вийшов на поле в стартовому складі, а на 80-й хвилині його замінив Віталій Єрмілов. Єдиним голом у футболці КАМАЗу відзначився 19 травня 2004 року на 28-й хвилині переможного (2:0) домашнього поєдинку 12-о туру Першого дивізіону проти тульського «Арсеналу». Юрій вийшов на поле в стартовому складі, а на 70-й хвилині його замінив Рустем Калімуллін. У сезоні 2004 року зіграв 14 матчів (1 гол) за КАМАЗ у Першому дивізіоні, наступного ж року вийшов на поле лише в 1-у матчі кубку Росії. Також з 2004 по 2005 рік виступав за КАМАЗ-2 в аматорському чемпіонаті Росії, де відзначився 6-а голами.
У 2006 році опинився в «Орлі». У складі нового клубу дебютував 29 березня 2006 року в програному (0:1) виїзному поєдинку 2-о туру Першого дивізіону проти курського «Авангарду». Дорошенко вийшов на поле в стартовому складі, а на 61-й хвилині його замінив Максим Бондаренко. Дебютним голом за «городян» відзначився 18 травня 2006 року на 27-й хвилині переможного (2:1) домашнього поєдинку 14-о туру Першого дивізіону проти красноярського «Металурга». Дорошенко вийшов на поле в стартовому складі, а на 60-й хвилині його замінив Юрій Агапов. Наесні — н початку літа 2006 року зіграв 16 матчів (2 голи) в Першому дивізіоні.

### «Спартак-МЖК», «Волга» та «Нижній Новгород»
Влітку 2006 року перейшов до «Спартака-МЖК». Дебютував за рязанський клуб 26 серпня 2006 року в переможному (2:1) виїзному поєдинку 23-о туру зони «Центр» Другої ліги проти «Лобні-Алли». Юрій вийшов на поле в стартовому складі, а на 78-й хвилині його замінив Віталій Жилочкін. Дебютними голами за «Спартак» відзначився 29 серпня 2006 року на 29-й та 62-й хвилинах переможного (5:1) виїзного поєдинку 24-о туру зони «Центр» Другого дивізіону проти подольського «Витязя». Дорошенко вийшов на поле в стартовому складі, а на 66-й хвилині його замінив Віталій Жилочкін. У футболці рязанського клубу зіграв 7 матчів (5 голів) у Другому дивізіоні.
У 2007 році підсилив «Волгу». У футболці нижньогородського клубу дебютував 25 квітня 2007 року в програному (1:5) виїзному поєдинку 1-о туру зони «Урал-Поволжя» Другого дивізіону проти «Крил Рад-СОК» (Димитровград). Дорошенко вийшов на поле на 46-й хвилині, замінивши Сергія Дзодзієва. Дебютним голом у футболці «Волги» відзначився 28 серпня 2007 року на 19-й хвилині нічийного (1:1) домашнього поєдинку 17-о туру зони «Урал-Поволжя» Другого дивізіону проти іжевського «СОЮЗ-Газпрому». Юрій вийшов на поле в стартовому складі, а на 80-й хвилині його замінив Дмитро Логінов. У сзоні 2007 року зіграв 18 матчів (2 голи) в Другому дивізіоні та 1 поєдинок у кубку Росії. того ж року виступав за «Нижній Новгород-Волгу-Д» (фарм-клуб «Волги») в аматорському чемпіонаті Росії, в якому зіграв 2 матчі та відзначився 1 голом. Наступного сезону вже виступав у складі «Нижнього Новгороду» в Другому дивізіоні (8 матчів). Також захищав кольори аматорського фарм-клубу нижньогородців — ФК «Нижній Новгород-3», — у футболці якого відзначився 2-а голами.

### «Луховиці» та «Губкін»
На початку серпня 2008 року підсилив ФК «Луховиці». За нову команду дебютував 5 серпня того ж року в переможному (1:0) виїзному поєдинку 20-о туру зони «Центр» Другого дивізіону проти ФК «Рязань». Дорошенко вийшов на поле на 69-й хвилині, замінивши Анзора Нафаша. Дебютним голом у складі «городян» відзначився 13 серпня 2008 року на 61-й хвилині переможного (1:0) виїзного поєдинку 21-о туру зони «Центр» Другого дивізіону проти тамбовського «Спартака». Юрій вийшов на поле в стартовому складі, а на 66-й хвилині його замінив Анзор Кунижев. У сладі «Луховиці» зіграв 17 матчів та відзначився 3-а голами в Другому дивізіоні.
У 2009 році опинився у ФК «Губкін». Дебютував за команду з однойменного міста 4 травня того ж року в переможному (3:0) домашньому поєдинку 3-о туру зони «Центр» Другого дивізіону проти воронезького «Факелу». Дорошенко вийшов на поле на 78-й хвилині, замінивши автора хет-трику — Сергія Фаустова. У равні 2009 року зіграв 4 матчі в складі «городян»: 3 — у Другому дивізіоні та 1 — у кубку Росії. Після цього на футбольне поле в складі ФК «Губкін» більше не виходив.